# Rosa Sasso
Rosa Sasso,  (* před 1818 Toskánsko; † po roce 1859 Toskánsko ?) byla italská malířka portrétů a portrétních miniatur. 

## Život
Byla činná po dvě desetiletí ve službách rodiny Leopolda II. Toskánského a jeho druhé manželky Marie Antonie ve Florencii. 
Její původ ani životní data zatím nejsou známa, byla identifikována až nedávno pouze podle signatur na portrétech, které rodina toskánského arcivévody objednávala v době své vlády a po převratu v roce 1859 je odvezla do svého exilu v severních Čechách.
Do služeb toskánské velkovévodské rodiny Rosa Sasso mohla nastoupit teprve jako plnoletá, tj. v 21 letech. Podle věku nejdříve portrétovaných osob začala v jejich florentském paláci malovat roku 1838. Tento první rok je dán přesně, protože portrétovaná princezna Marie Terezie Toskánská tehdy ve věku 2 let zemřela.
Poslední dosud známé portréty vznikly v roce 1850 nebo po něm (pokud se v rodinném albu nedochovaly) až do roku 1859, kdy byla vláda toskánských velkovévodů svržena.

## Dílo
- Ferdinand princ Toskánský a Marie Terezie princezna Toskánská ve věku 2-3 let, akvarel na papíře, signováno Sasso; Florencie, asi 1838; Národní muzeum v Praze
- Marie Isabela, princezna Toskánská; akvarel na papíře, Florencie asi 1842; Národní muzeum v Praze
- Ferdinand princ Toskánský; akvarel na papíře, Florencie asi 1842; Národní muzeum v Praze
- Marie Kristina princezna Toskánská; akvarel na papíře, Florencie asi 1842; Národní muzeum v Praze
- Karel Salvátor princ Toskánský; akvarel na papíře, Florencie asi 1842; Národní muzeum v Praze
- Augusta Ferdinanda princezna Bavorská, rozená princezna Toskánská, ve svatebních šatech; Florencie, duben 1844; Národní muzeum v Praze
- Marie Antonie, velkovévodkyně Toskánská, rozená princezna Neapolsko-sicilská; 1845-1850; akvarel na papíře, Národní muzeum v Praze
- Marie Isabela, princezna Toskánská, se zlatou broží; akvarel na papíře, Florencie asi 1849-1850; Národní muzeum v Praze
- Císařovna Marie Terezi ve vdovském oděvu, podle předlohy Josepha Ducreux z roku 1769; akvarel na papíře, Florencie kolem 1850; Národní muzeum v Praze
- Marie Isabela, hraběnka z Trapani, rozená princezna Toskánská, ve svatebních šatech; akvarel na papíře, Florencie, duben 1850; Národní muzeum v Praze

## Galerie

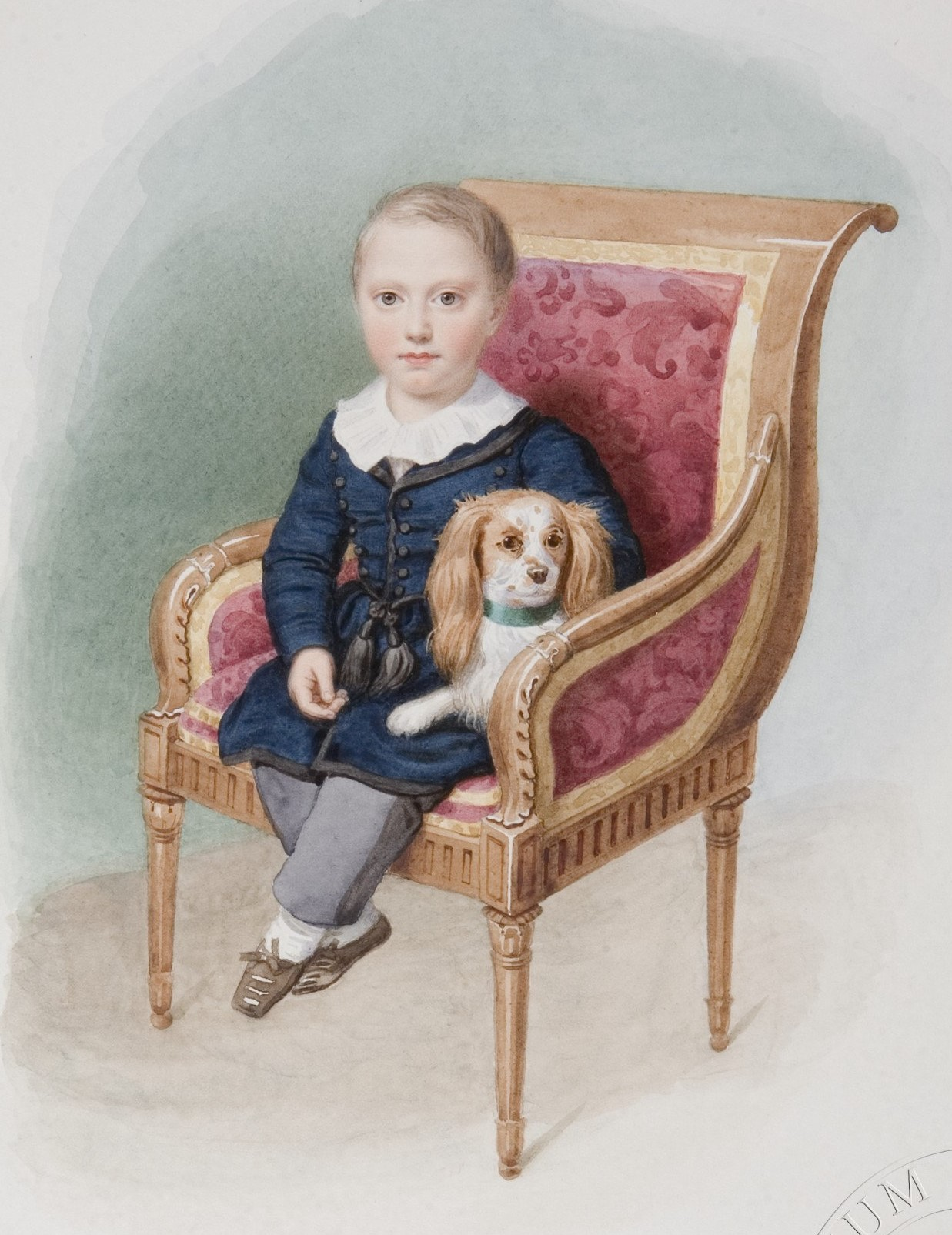
Karel Salvátor Toskánský
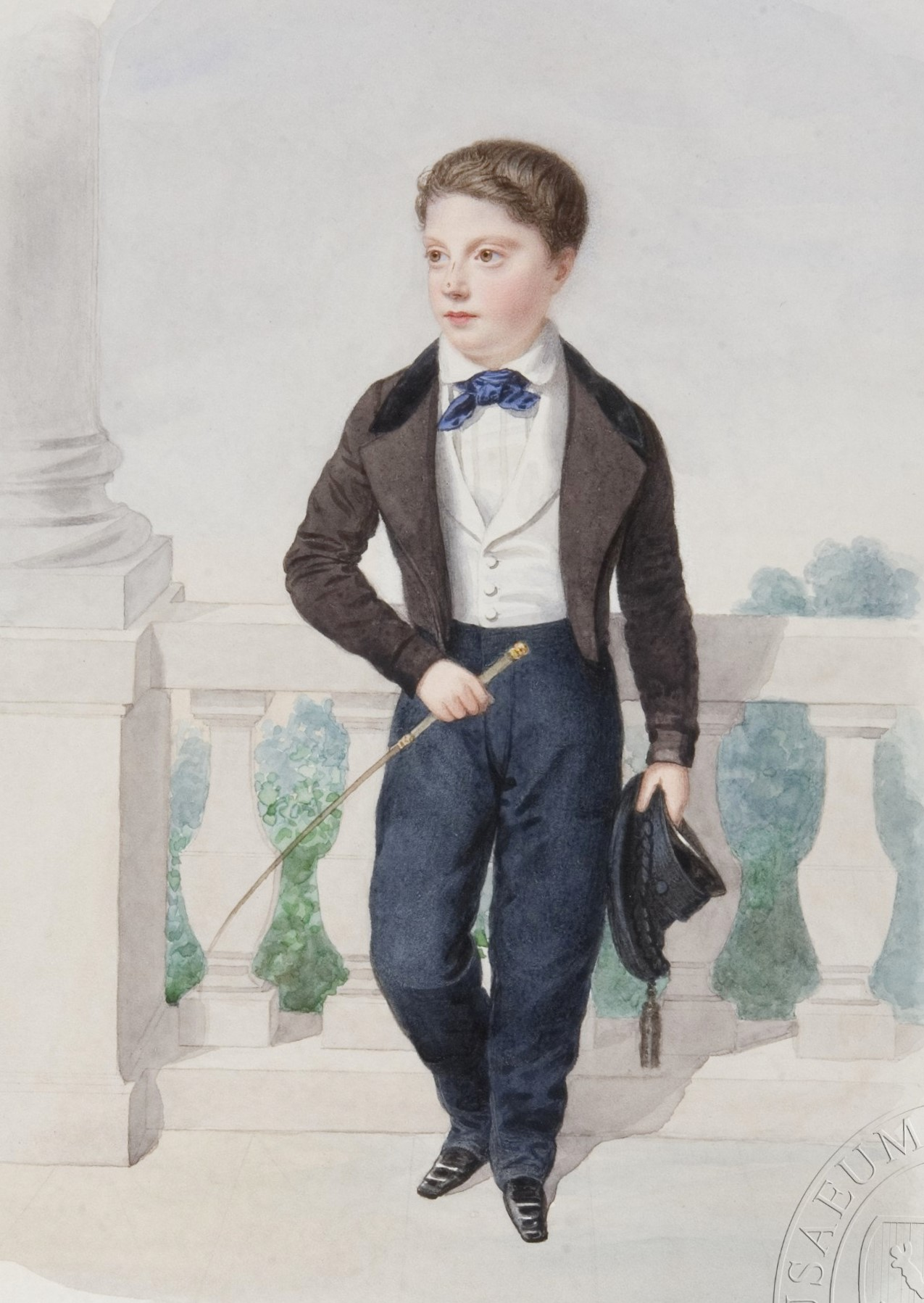
Filip velkovévoda Toskánský
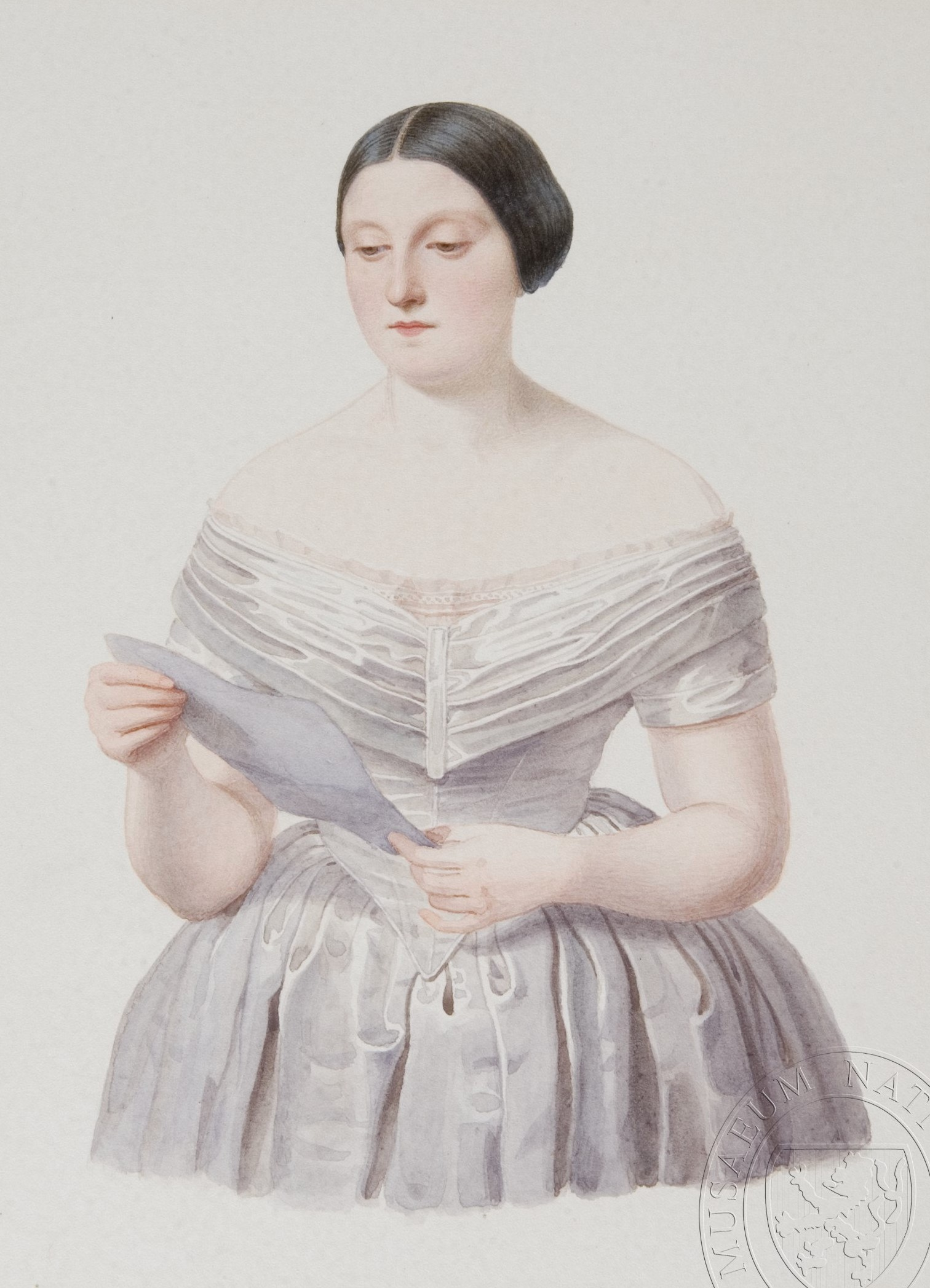
Marie Antonie Sicilská